# Pornichet
Pornichet település Franciaországban, Loire-Atlantique megyében. Lakosainak száma 12 530 fő (2022. január 1.). Pornichet La Baule-Escoublac és Saint-Nazaire községekkel határos.

## Népesség
A település népességének változása:
| Lakosok száma | 5400 | 7266 | 8133 | 10 423 | 10 531 | 10 416 | 10 669 | 11 141 | 11 828 | 12 530 |
|               | 1968 | 1982 | 1990 | 2006   | 2013   | 2015   | 2017   | 2019   | 2020   | 2022   |